# کلود شابرول
کلود شابرول (به فرانسوی: Claude Chabrol) (۲۴ ژوئن ۱۹۳۰ – ۱۲ سپتامبر ۲۰۱۰) کارگردان، فیلم‌نامه‌نویس، بازیگر و تهیه‌کننده فرانسوی بود. وی یکی از بنیان‌گذاران موج نوی سینمای فرانسه به‌شمار می‌رفت.
کلود شابرول طی پنجاه سال فعالیت در حوزهٔ فیلم‌سازی، بیش از ۷۰ فیلم و برنامه تلویزیونی ساخت و یکی از پرکارترین فیلم‌سازان فرانسوی بود.
او از زمان آغاز به‌کار نشریه معتبر کایه دو سینما از نویسندگان آن بود.

## حرفه

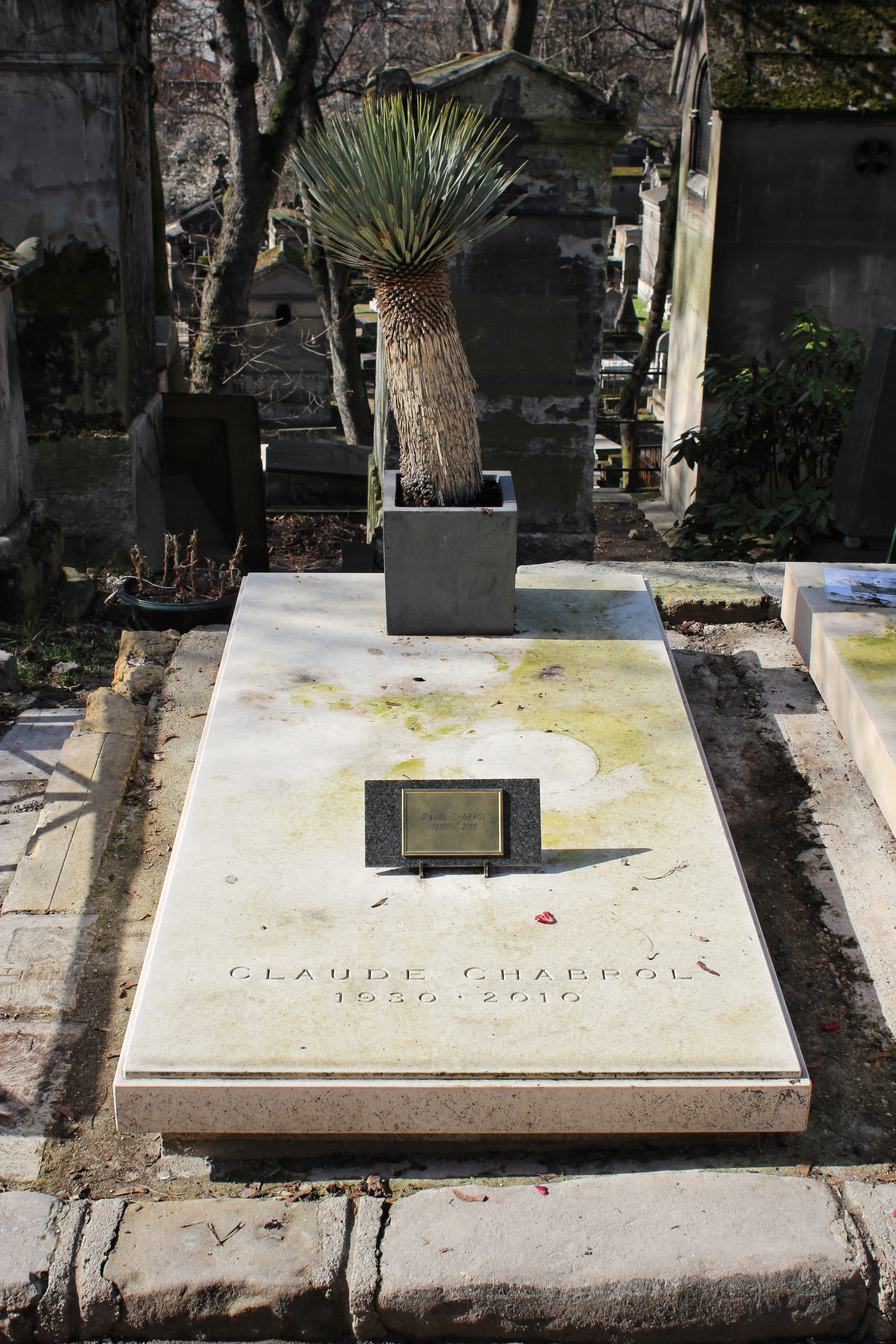
مقبره کلود شابرول در گورستان پر-لاشز واقع در پاریس

کلود شابرول در ۲۴ ژوئن سال ۱۹۳۰ در پاریس به دنیا آمد. مادر و پدرش از اعضای فعال نهضت مقاومت ملی فرانسه بودند.
شابرول در جوانی ادبیات و حقوق خواند و بعد شروع به نوشتن نقد فیلم برای مجله معتبر کایه دو سینما کرد.
او پس از آنکه با کمک ارثیه‌ای که به همسر اولش رسیده بود، به تهیه‌کنندگی چند فیلم از کارگردانانی مانند ژاک ریوت، فیلیپ دوبرکا و ژاک دونیول والکروز پرداخت؛ و وقتی هنوز ۳۰ ساله نشده بود نخستین فیلمش را در سال ۱۹۵۸ ساخت. نخستین فیلم شابرول به نام سرژ زیبا با ستایش گستردهٔ منتقدان سینمایی روبه‌رو شد داستان فیلم راجع به داستان بازگشت یک مرد به دهکده زادگاهش پس از مدت‌ها غیبت از آن است. پس از آن به‌عنوان گواهی برای وجود جریانی به نام موج نو در سینمای فرانسه شناخته شد.
از دیگر فبلم‌های مهم او می‌توان به پسرعموها اشاره کرد. این فیلم در سال ۱۹۵۹ جایزه خرس طلایی جشنواره بین‌المللی فیلم برلین را به ارمغان آورد. او با فیلم‌های گل رنج در سال ۲۰۰۳ و کمدی قدرت در سال ۲۰۰۶ باز هم توانست به بخش رقابتی جشنوارهٔ برلین راه یابد. شابرول در سال ۱۹۷۳ برای فیلم عروسی در خون جایزه فیپرشی را از جشنواره برلین گرفت.
شابرول فیلمنامه‌های گوناگونی نوشت ولی در کارهایش از آثار بزرگ ادبی فرانسه مثل مادام بواری نیز استفاده کرد. او در برخی از فیلم‌هایی که کارگردانی یا تهیه می‌کرد نقش‌های کوچکی را نیز بازی کرده‌است. از فیلم‌های برترش می‌توان به دختران بد، قصاب و از شکلات شما متشکرم اشاره کرد. او در سال ۲۰۰۴ به خاطر مجموعه کارهایش، «جایزه فیلم اروپایی» را دریافت کرد.
فیلم‌های کلود شابرول بر نشان دادن جنبه‌های زندگی بورژوازی (طبقهٔ متوسط) فرانسه تأکید داشت و با پرده‌برداری از ماهیت این طبقه، کوشید تا دورویی‌ها، خشونت‌ها و کینه‌هایی را که در پشت این پرده در فوران بود را به نمایش درآورد. به گفته خودش او به همان طبقه بورژوازی متعلق بود. کارهای او را از دیدگاه سبکِ معمایی و دلهره‌آمیز بودن، همتای آثار آلفرد هیچکاک کارگردان معروف انگلیسی می‌دانند.
تیری فرمو، برگزارکنندهٔ جشنواره بین‌المللی فیلم کن در مصاحبه با رسانه‌های فرانسوی سبک کار کلود شابرول را بسیار کلاسیک تر از همتایان موج نویی خود توصیف کرد و افزود:
«اما در این کلاسیک‌گرایی او چنان تهور، آزادی‌عمل و کارآزمودگی دیده می‌شود که به چشم من فیلم‌های سبک ترسناک او در سینمای فرانسه برای همیشه بی‌همتا باقی خواهند ماند و تاریخ این را اثبات خواهد کرد.»
فرانسوا فیون نخست‌وزیر فرانسه، شابرول را کارگردان، تهیه‌کننده و فیلمنامه‌نویس و یکی از چهره‌های اصلی موج نو خواند که سبک و تکنیک سینما را با توجه به تجربه واقعی، زندگی حقیقی که ناگسسته و پنهانی است، متحول کردند.
ایزابل هوپر از هنرپیشه‌های زن مورد علاقه شابرول بود و با فیلم داستان زنان شابرول در سال ۱۹۸۸ بود که در ابتدای مسیر کاریش به شهرت رسید.
شابرول در پنجاهمین سال دریافت جایزهٔ خرس طلا، فوریه ۲۰۰۹ طی مراسمی که همراه با نمایش آخرین ساخته‌اش که بلامی بود، جایزهٔ دوربین برلیناله را دریافت کرد.

## زندگی شخصی
کلود شابرول سه بار ازدواج کرد و سه فرزند پسر از اوبه یادگار مانده. همسر دومش استفان اودران، بازیگر بسیاری از فیلم‌هایش بود.
او در روز شنبه، ۱۲ سپتامبر ۲۰۱۰ در پاریس درگذشت.جمعیت بزرگی از هنرمندان و دوستداران سینما، تابوت سینماگر نامی فرانسه را در مراسمی رسمی از جلوی بنای فیلمخانه در پاریس مشایعت کردند. مراسم خاکسپاری روز جمعه (۱۷ سپتامبر) با حضور جمع بزرگی از همکاران و دوستداران این سینماگر در گورستان پر-لاشز، برگزار شد.

## فیلم‌شناسی
- سرژ خوش‌تیپ (۱۹۵۸)
- پسرعموها (۱۹۵۹)
- محکم‌کاری (۱۹۵۹)
- زنان خوب (۱۹۶۰)
- جوانان زن‌باز (۱۹۶۱)
- «ضیافت عشق» (۱۹۷۴)
- هفت گناه کبیره (۱۹۶۲، کوتاه - فصل: حرص)
- چشم شیطان (۱۹۶۲)
- اوفلیا (۱۹۶۳)
- لاندرو (۱۹۶۳)
- زیباترین کلاهبرداری دنیا (۱۹۶۴، کوتاه - فصل: مردی که برج ایفل را فروخت)
- ببر گوشت تازه دوست دارد (۱۹۶۴)
- پاریس از نظر … (۱۹۶۵، کوتاه - فصل: لاموئت)
- ماری شانتال علیه دکتر کا (۱۹۶۵)
- ببر خود را دینامیت معطر می‌کند (۱۹۶۵)
- خط فاصل (۱۹۶۶)
- رسوایی (۱۹۶۷)
- راه کورینت (۱۹۶۷)
- ماده آهوان (۱۹۶۸)
- دختران بد (۱۹۶۸)
- زن بی‌وفا (۱۹۶۹)
- که حیوان بمیرد (۱۹۶۹)
- قصاب (۱۹۷۰)
- جدایی (۱۹۷۰)
- درست پیش از شب (۱۹۷۱)
- دهه شگفت‌انگیز (۱۹۷۱)
- دکتر پوپول (۱۹۷۲)
- زفاف خونین (۱۹۷۳)
- نادا (۱۹۷۴)
- گناهکاران بی‌گناه (۱۹۷۵)
- جادوگران (۱۹۷۶)
- جنون بورژوازی (۱۹۷۶)
- آلیس یا آخرین گریز (۱۹۷۷)
- خویشاوندان (۱۹۷۸)
- ویولت نوزیر (۱۹۷۸)
- اسب غرور (۱۹۸۰)
- روح کلاهدوز (۱۹۸۲)
- خون دیگران (۱۹۸۴)
- بازرس لاواردین (۱۹۸۶)
- صورتک‌ها (۱۹۸۷)
- داستان زنان (۱۹۸۸)
- فریاد بوف (۱۹۸۸)
- روزهای آرام در کلیشی (۱۹۹۰)
- دکتر ام (۱۹۹۰)
- مادام بوواری (۱۹۹۱)
- بتی (۱۹۹۲)
- چشم ویشی (۱۹۹۳)
- دوزخ (۱۹۹۴)
- تشریفات (۱۹۹۵)
- کلاهبردار (۱۹۹۷)
- از شکلات شما متشکرم (۲۰۰۰)
- گل رنج (۲۰۰۲)
- ساقدوش (۲۰۰۴)
- کمدی قدرت (۲۰۰۶)
- دختر دو شقه (۲۰۰۷)
- بلامی (۲۰۰۹)
- سوی دیگر باد (۲۰۱۸)